# Sheri Benson
Sheri Benson ist eine kanadische Politikerin der Neuen Demokratischen Partei. Von 2015 bis 2019 gehörte sie dem Kanadischen Unterhaus als Abgeordnete an.

## Leben
Benson war als CEO für die Organisation United Way tätig. Mit ihrer Familie wohnt Benson in Saskatoon. Als Friedensrichterin war sie in Saskatchewan für den Victims of Domestic Violence Act tätig. 2015 zog sie bei der Kanadischen Unterhauswahl in das Kanadische Unterhaus als Abgeordnete ein. Bei der Wahl 2019 unterlag sie in ihrem Wahlkreis (Saskatoon West) dem Kandidaten der Konservativen Partei Brad Redekopp.

## Auszeichnungen und Preise (Auswahl)
- 2014:  YWCA Woman of Distinction Award for Community Building